# Паркентський район

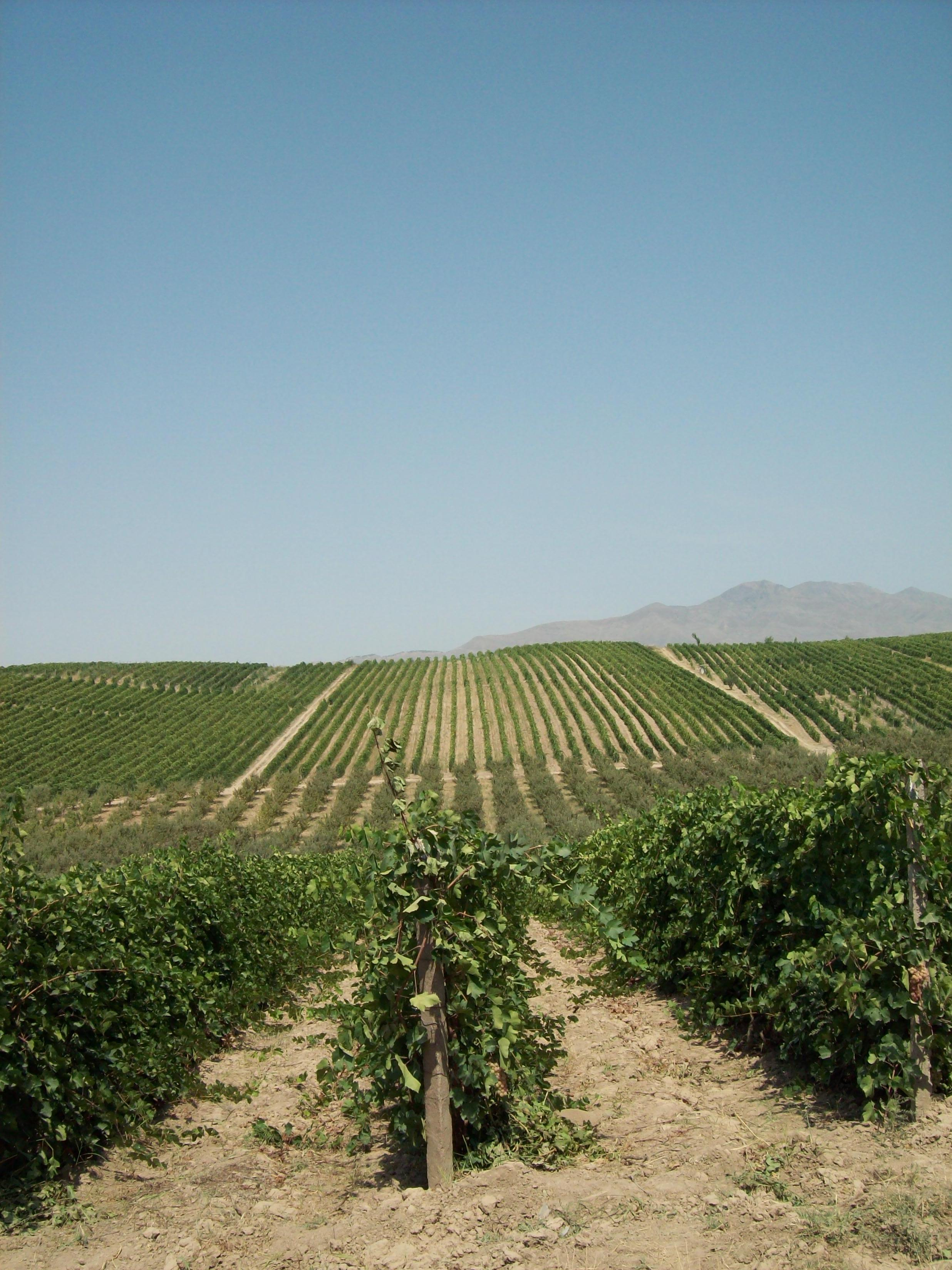
Виноградники Паркентського району

Паркентський район (узб. Parkent tumani, Паркент тумани) — адміністративна одиниця в складі Ташкентської області, Узбекистан. Адміністративний центр — місто Паркент.

## Історія
Паркентський район утворено у вересні 1926 року. В 1938 році увійшов до складу Ташкентської області. Скасовано 25 червня 1959 року (включено до Юкаричирчицького район), відновлено в 1979.

## Географія
На півночі, сході та півдні межує з Бостанліком, Ахангароном, на заході з Юкорі Чирчиком та на південному заході з Ортою Чирчиком. Площа 1,08 тис. км². Населення 115 тис. осіб (2003).
Район розташований у західному передгір'ї Чаткальського хребта у Центральному Тянь-Шані. Територія оточена горами. Земна поверхня піднімається із заходу на схід. Найвища точка — 3627,8 м (пік Кизильнура). Рельєф складають передгір'я, пагорби і гори. Клімат гірський, відносно континентальний. Типові сірі ґрунти зустрічаються на рівнинах, темно-сірі — на пагорбах, гірсько-лісові — в гірській зоні.
На схилах є печери. Тут багато річок і джерел. Середньорічна температура становить 12 °C. Кількість опадів — 536 мм на рік. Вегетаційний період — 180 днів. Ліві притоки річки Чирчика: Паркенцой, Бошкизилсай та Аксакотасай — основні джерела води в Паркентському районі. Біля їхніх витоків є водоспади.

## Флора і фауна
У районі зареєстровано понад 1000 видів рослин, що належать до 70 родин. З них близько 200 — це лікарські рослини. На пагорбах зустрічаються ефемери і ефемероїди, а також багаторічні рослини. Зокрема, існує багато видів рослин, що належать до родин бобових, глухокропивових і айстрових.
Передгір'я вкриті луками, а схили — сосновими лісами. Подекуди є кокосові пальми, фісташки, наматак, вишня, яблуня, барбарис, глід та інші рослини.
У долинах верхів'їв річок ростуть такі дерева, як тополя, верба, ялина, ялівець, вишня. Сірі та кауфманові тюльпани, занесені до Червоної книги Узбекистану, мильний камінь, цибуля фісташки зустрічаються в гірській пустелі вище 2400 м.
Налічується близько 200 видів птахів, 33 види ссавців, 11 видів плазунів, 4 види риб. Серед птахів — горобцеподібні та хижі. Є групи птахів, включаючи воронів, малих орлів та чорних яструбів, які включені до Червоної книги Узбекистану.
Серед ссавців є борсуки, пустельні коти, водоплавні птахи, білки, засувки, вовки, дикі кабани, снігові барси та олені.

## Адміністративний поділ
Станом на 1 січня 2011 року до складу району входять:
- Місто

1. Паркент

- Міські селища

1. Куйош
2. Кургантепа
3. Чинорлі

- Сільські сходи громадян

1. Заркент
2. Каракалпак
3. Бустан
4. Намданак
5. Паркент
6. Сукок
7. Гісарак
8. Бошкизилсой
9. Чангі

## Населення
Населення — переважно узбеки (79,3 %), а також таджики (13,8 %), казахи (4,5 %), киргизи (2 %) та інші етнічні групи (0,4 %). Середня густота населення — 106 осіб на км2. Міське населення — 45,5 тис., сільське — 69,5 тис. осіб (2003).

## Культура
На території Паркентського району розташований комплекс «Сонце» при Академії наук Республіки Узбекистан, Інститут матеріалознавства, Магніосферна обсерваторія Інституту сейсмології, експериментальна база «Невич» Науково-виробничого об'єднання «Всесвіт», гідромеліоративна станція Сокок, Біосферний заповідник Чаткал.
Паркентський район відомий курортами. Є сезонні та постійні будинки відпочинку, такі як «Soqoq», «Kumushkon», «Sumcha», «Qi-zilsoy», більше 10 дитячих літніх таборів та парків кількох підприємств. Протягом року будинки відпочинку обслуговують понад 10 000 осіб з числа місцевих і приїжджих.
В районі 44 школи, ліцеї, професійно-технічні школи, музична та спортивна школи. Понад 1880 вчителів та викладачів навчають близько 29700 студентів та учнів. Є будинок культури, 25 клубів та 34 бібліотеки. В районі діє 4 лікарні (345 ліжок), 2 поліклініки (985 ліжок), медичні центри, стадіони, 56 спортивних майданчиків та спортзали.

## Економіка
Сільське господарство — провідна галузь району; переважно спеціалізується на виноградарстві. В Паркент є 11 підприємств, понад 530 фермерських господарств та близько 5600 індивідуальних господарств. З 61 640 га землі в районі обробляється 15,4 тис. га, а зрошується 14,7 тис. га. Під ріллю відведено 46 972 га орних земель. Зернові займають на 8934 га, овочі та баштанні культури — на 1162 га, картопля — на 266 га, кормові культури — на 3026 га. Державні та приватні господарства району вирощують 30610 голів великої рогатої худоби, 67882 овець та кіз, 2376 коней та птиці (2003).
В районі працює дочірнє підприємство Parkent Ташкентської текстильної фабрики, цегельний завод, швейна фабрика, винні заводи Parkent і Champagne, агрофірма «Бону-Голдінг», спільне підприємство «Заркент», цех лимонаду, приватне підприємство з консервування фруктів BER-ARD. П'ять підприємств виробляють продукцію на експорт. У господарствах є молокопереробний завод, 4 виноробні та 4 консервні фабрики.